# Rutkiewicze Nowe
Rutkiewicze Nowe (biał. Новыя Руткавічы; ros. Новые Рутковичи) – wieś na Białorusi, w rejonie korelickim obwodu grodzieńskiego, około 6 km na południowy zachód od Korelicz i około 19 km na południowy wschód od Nowogródka.
Od co najmniej I wojny światowej istnieją tu obok siebie dwie wsie: Rutkiewicze Nowe i Rutkiewicze Górne, której centrum znajduje się kilkaset metrów na północny zachód od centrum wsi Rutkiewicze Nowe. Folwark Rutkiewicze stał około 900 m na zachód od centrum wsi Rutkiewicze Górne.

## Historia
Dobra Rutkiewicze co najmniej od XVIII wieku były własnością rodziny Wyganowskich i pozostawały w jej rękach do 1939 roku. W połowie XIX wieku właścicielem majątku był Aleksander Wyganowski, który otrzymał go w posagu w wyniku małżeństwa ze swoją stryjenką. Z małżeństwa z Maksymilią Łukaszewiczówną miał on troje dzieci, spośród których Rutkiewicze odziedziczył ich młodszy syn, Bohdan, który był ostatnim właścicielem majątku.
Po III rozbiorze Polski w 1795 roku Rutkiewicze, wcześniej należące do powiatu nowogródzkiego województwa nowogródzkiego Rzeczypospolitej, znalazły się na terenie powiatu nowogródzkiego (ujezdu), wchodzącego w skład kolejno guberni: słonimskiej, litewskiej, grodzieńskiej i mińskiej Imperium Rosyjskiego. Po ustabilizowaniu się granicy polsko-radzieckiej w 1921 roku obie wsie wróciły do Polski, weszły w skład gminy Korelicze, od 1945 roku – w ZSRR, od 1991 roku – na terenie Republiki Białorusi.
W 2009 roku wieś liczyła 43 mieszkańców.
Majątek w Rutkiewiczach jest opisany w 2. tomie Dziejów rezydencji na dawnych kresach Rzeczypospolitej Romana Aftanazego.